# Giao thương

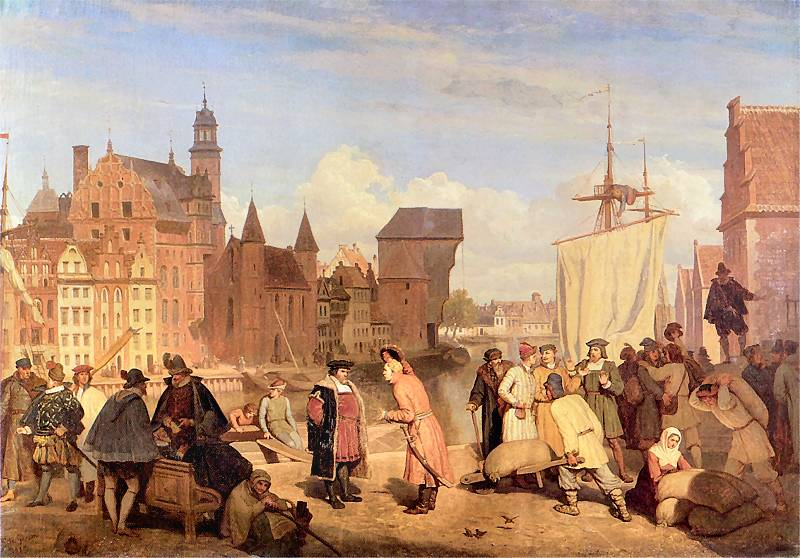
Gdańsk, Ba Lan

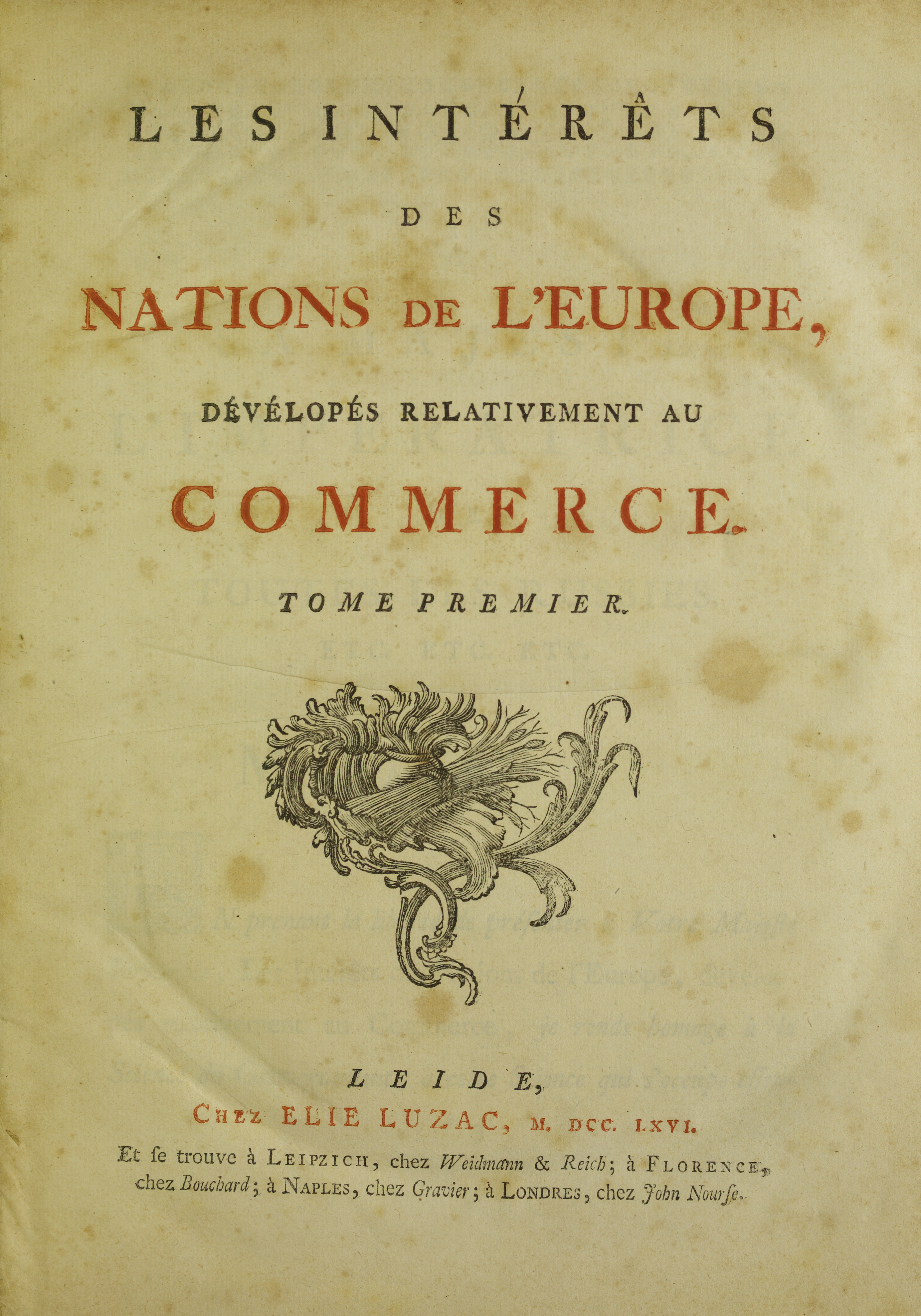
Intérêts des nations de l'Europe, dévélopés relativement au commerce, 1766

Thương mại là hoạt động trao đổi của cải, hàng hóa, dịch vụ, kiến thức, tiền tệ, v.v. giữa hai hay nhiều đối tác, và có thể nhận lại một giá trị nào đó (bằng tiền thông qua giá cả) hay bằng hàng hóa, dịch vụ khác như trong hình thức thương mại hàng đổi hàng (barter). Trong quá trình này, người bán là người cung cấp của cải, hàng hóa, dịch vụ, v.v. cho người mua, đổi lại người mua sẽ phải trả cho người bán một giá trị tương đương nào đó. Thị trường là cơ chế để thương mại hoạt động được. Dạng nguyên thủy của thương mại là hàng đổi hàng (barter), trong đó người ta trao đổi trực tiếp hàng hóa hay dịch vụ mà không cần thông qua các phương tiện thanh toán. Ví dụ, một người A đổi một con bò lấy 5 tấn thóc của người B chẳng hạn. Hình thức này còn tồn tại đến ngày nay do nhiều nguyên nhân (chẳng hạn do bên bán không tin tưởng vào tỷ giá hối đoái của đồng tiền sử dụng để thanh toán). Trong hình thức này không có sự phân biệt rõ ràng giữa người bán và người mua, do người bán mặt hàng A lại là người mua mặt hàng B đồng thời điểm.
Vì thế tiền được hình thành như một phương tiện trao đổi đa năng để đơn giản hóa thương mại. Nếu như trước kia tiền thường được liên kết với các phương tiện trao đổi hiện thực có giá trị ví dụ như đồng tiền bằng vàng thì tiền ngày nay thông thường là từ vật liệu mà chính nó không có giá trị (tiền giấy). Trong trao đổi quốc tế người ta gọi các loại tiền khác nhau là tiền tệ. Giá trị của tiền hình thành từ trị giá đối ứng mà tiền đại diện cho chúng. Ngày xưa vàng và bạc là các vật bảo đảm giá trị của tiền tại châu Âu. Ngày nay việc này không còn thông dụng nữa và tiền là tượng trưng cho giá trị của hàng hóa mà người ta có thể mua được. Chính vì thế mà khi đưa thêm tiền giấy hay tiền kim loại vào sử dụng thì tổng giá trị của tiền lưu thông trong một nền kinh tế không được nâng cao thêm mà chỉ dẫn đến lạm phát.
Thương mại tồn tại vì nhiều lý do. Nguyên nhân cơ bản của nó là sự chuyên môn hóa và phân chia lao động, trong đó các nhóm người nhất định nào đó chỉ tập trung vào việc sản xuất để cung ứng các hàng hóa hay dịch vụ thuộc về một lĩnh vực nào đó để đổi lại hàng hóa hay dịch vụ của các nhóm người khác. Thương mại cũng tồn tại giữa các khu vực là do sự khác biệt giữa các khu vực này đem lại lợi thế so sánh hay lợi thế tuyệt đối trong quá trình sản xuất ra các hàng hóa hay dịch vụ có tính thương mại hoặc do sự khác biệt trong các kích thước của khu vực (dân số chẳng hạn) cho phép thu được lợi thế trong sản xuất hàng loạt. Vì thế, thương mại theo các giá cả thị trường đem lại lợi ích cho cả hai khu vực.
"Thuật ngữ Thương mại cần được diễn giải theo nghĩa rộng để bao quát các vấn đề phát sinh từ mọi quan hệ mang tính chất thương mại dù có hay không có hợp đồng. Các quan hệ mang tính thương mại bao gồm các giao dịch sau đây: bất cứ giao dịch nào về thương mại nào về cung cấp hoặc trao đổi hàng hóa hoặc dịch vụ; thỏa thuận phân phối; đại diện hoặc đại lý thương mại, ủy thác hoa hồng; cho thuê dài hạn; xây dựng các công trình; tư vấn; kỹ thuật công trình; đầu tư; cấp vốn; ngân hàng; bảo hiểm; thỏa thuận khai thác hoặc tô nhượng; liên doanh các hình thức khác về hợp tác công nghiệp hoặc kinh doanh; chuyên chở hàng hóa hay hành khách bằng đường biển, đường không, đường sắt hoặc đường bộ."